# Robert L. Spragins

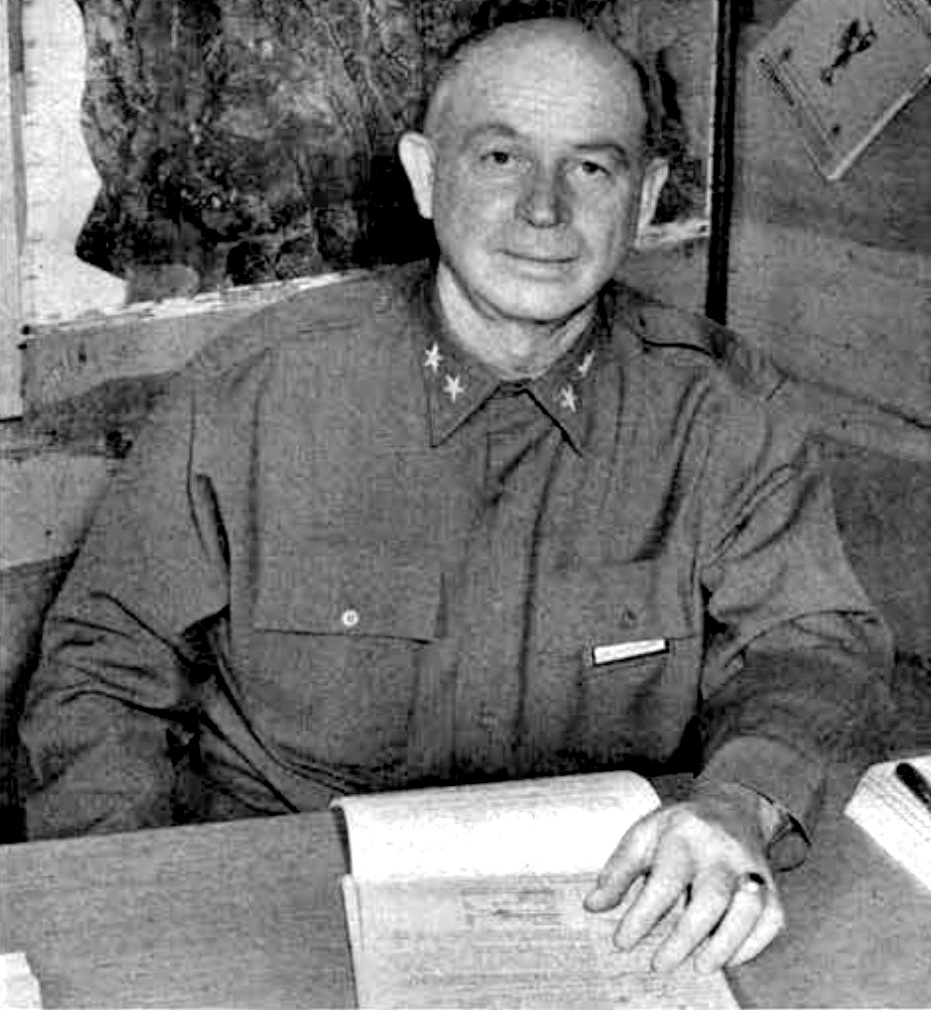
Robert L. Spragins

Robert Lily Spragins (* 12. November 1890 in Huntsville, Alabama; † 26. Dezember 1964 ebenda) war ein Generalmajor der United States Army. Er war unter anderem Kommandeur der 71. Infanteriedivision.
Robert Spragins war ein Sohn von Robert Elias Spragins (1861–1935) und dessen Frau Susan Patton Echols (1864–1918). Der Vater war Präsident einer Bank, Mitglied des Senats von Alabama sowie Vorsitzender der staatlichen Kommission für Fernstraßenbau (State Highway Commission). Der Sohn besuchte die öffentlichen Schulen seiner Heimat und studierte für kurze Zeit an der University of Alabama sowie der University of Virginia. In den Jahren 1909 bis 1913 absolvierte er die United States Military Academy in West Point. Nach seiner Graduation wurde er als Leutnant der Infanterie zugeteilt. In der Armee durchlief er anschließend alle Offiziersränge vom Leutnant bis zum Zwei-Sterne-General.
Im Lauf seiner militärischen Karriere nahm Robert Spragins verschiedene Kurse und Schulungen wahr. Dazu gehörten unter anderem der Infantry Offices Advanced Course, der Chemical Warfare Course, das Command and General Staff College und das United States Army War College.
Zu Beginn seiner Laufbahn wurde er mit einem Infanterieregiment an die mexikanische Grenze versetzt, wo es damals zu Spannungen mit diesem Nachbarland kam. In diesem Zusammenhang nahm er im Jahr 1914 an der Besetzung von Veracruz und später an der Mexikanischen Expedition teil. Nach zwischenzeitlich anderen Verwendungen wurde er im Jahr 1918 zur Zeit des Ersten Weltkriegs zur damals neu gegründeten und zunächst nur kurzlebigen 101. Luftlandedivision versetzt, mit der er in Frankreich eingesetzt werden sollte. Dazu kam es aber aufgrund des Waffenstillstands vom November 1918 nicht mehr. Außerdem war die Existenz einer Luftlandedivision damals ohnehin im Generalstab umstritten, so dass die Einheit dann vorübergehend deaktiviert wurde. Spragins hat somit nicht aktiv am Ersten Weltkrieg teilgenommen.
In den 1920er und 1930er Jahren absolvierte er den für Offiziere in den entsprechenden Rangstufen üblichen Dienst in unterschiedlichen Einheiten und Standorten. Dazu gehörten auch Aufgaben als Stabsoffizier in verschiedenen Hauptquartieren. In jener Zeit absolvierte er auch die erwähnten Schulen. Im Jahr 1919 gehörte er zu den Besatzungstruppen in Deutschland. Zu seinen Einsätzen Mitte der 1920er Jahre gehörte auch eine Stationierung am Panamakanal. Zwischen 1934 und 1939 war er Ausbildungsoffizier bei der Alabama National Guard. Daran schloss sich eine Versetzung nach Hawaii an, wo er zwischen März 1939 und Juli 1941 bei der Hawaiian Division deren Stabsabteilung G3 für Operationen leitete. Im Juli 1941 wurde er Stabschef der ebenfalls in Hawaii stationierten 24. Infanteriedivision. Dieses Amt bekleidete er bis zum Juni 1942. In diese Zeit fiel am 7. Dezember 1941 der japanische Angriff auf Pearl Harbor, den Spragins vor Ort miterlebte. Dieser Angriff führte zum unmittelbaren Eintritt der Vereinigten Staaten in den Zweiten Weltkrieg. Die 24. Infanteriedivision war aufgrund ihrer Stationierung auf Hawaii zur Zeit des japanischen Angriffs einer der ersten amerikanischen Verbände, die in Kampfhandlungen des Zweiten Weltkriegs verwickelt wurden. Allerdings wurde sie dann erst nach Spragins’ Zeit als Stabschef auf den pazifischen Kriegsschauplatz verlegt.
Zwischen Juli und November 1942 gehörte Robert Spragins als stellvertretender Kommandeur dem Stab der 95. Infanteriedivision an. Während dieser Zeit wurde die Division an verschiedenen Standorten in den USA umfassend für einen Kriegseinsatz ausgebildet. Im Dezember 1942 wurde Spragins auf den pazifischen Kriegsschauplatz versetzt, wo er bis Juli 1943 Stabschef des XIV. Korps war, das an der Schlacht um Guadalcanal beteiligt war. Anschließend erhielt Spragins noch im Juli 1943 das Kommando über die gerade neu aufgestellte 71. Infanteriedivision. Damit war er deren erster Kommandeur. Spragins behielt sein Kommando bis zum Juli 1944. Die Division war in jener Zeit noch nicht am Kriegsgeschehen beteiligt. Sie kam erst nach Spragins’ Zeit als Kommandeur im Januar 1945 in Europa zum Einsatz. Im August 1944 erhielt er das Kommando über die 44. Infanteriedivision, das er bis zum Dezember 1944 innehatte. Die Division gehörte zur Army National Guard und war ab September 1944 auf dem europäischen Kriegsschauplatz eingesetzt. Sie kämpfte unter schweren Verlusten im Bereich der Vogesen. Im Dezember 1944 musste Spragins sein Kommando nach einer Verwundung aus gesundheitlichen Gründen an William F. Dean abgeben. Er kehrte zur Behandlung in die Vereinigten Staaten zurück und ging im August 1945 in den Ruhestand.
Robert Spragins verbrachte seinen Lebensabend in Huntsville, wo er bei verschiedenen Firmen tätig wurde. Der seit 1915 mit Marguerite Van Vliet (1895–1982) verheiratete Offizier starb am 26. Dezember 1964 und wurde auf dem Maple Hill Cemetery in Huntsville beigesetzt.

## Orden und Auszeichnungen
Robert Spragins erhielt im Lauf seiner militärischen Laufbahn unter anderem folgende Auszeichnungen:
- Army Distinguished Service Medal
- Silver Star
- Purple Heart
- Lifesaving Medal